# Плёхово (Курская область)
Плёхово — село в Суджанском районе Курской области. Административный центр Плёховского сельсовета.

## География
Село находится на реке Псёл, в 2,5 км от российско-украинской границы, в 93 км к юго-западу от Курска, в 11 км к юго-востоку от районного центра — города Суджа.
Улицы
В селе улицы: Абзал, Басовка, Гребеневка, Думновка, Загородье 1-я, Загородье 2-я, Загородье 3-я, Королевка, Новая, Околица, Паромская, План, Толкачёвка, Хареновка, Хутор.
Климат
Плёхово, как и весь район, расположено в поясе умеренно континентального климата с тёплым летом и относительно тёплой зимой (Dfb в классификации Кёппена).
| Показатель                                                                   | Янв. | Фев. | Март | Апр. | Май  | Июнь | Июль | Авг. | Сен. | Окт. | Нояб. | Дек. | Год  |
| ---------------------------------------------------------------------------- | ---- | ---- | ---- | ---- | ---- | ---- | ---- | ---- | ---- | ---- | ----- | ---- | ---- |
| Средний суточный максимум, °C                                                | −3,4 | −2,2 | 3,9  | 13,6 | 19,9 | 23,2 | 25,6 | 25,1 | 18,7 | 11,1 | 3,9   | −0,6 | 11,6 |
| Средняя температура, °C                                                      | −5,5 | −4,8 | 0,2  | 8,8  | 15,2 | 18,9 | 21,3 | 20,5 | 14,5 | 7,7  | 1,7   | −2,6 | 8,0  |
| Средний суточный минимум, °C                                                 | −7,9 | −7,9 | −3,9 | 3,4  | 9,6  | 13,6 | 16,3 | 15,4 | 10,2 | 4,4  | −0,6  | −4,7 | 4,0  |
| Норма осадков, мм                                                            | 51   | 43   | 49   | 49   | 63   | 71   | 74   | 53   | 55   | 54   | 46    | 49   | 657  |
| Источник: Погода по месяцам c ru.climate-data.org(дата обращения: Июль 2021) |      |      |      |      |      |      |      |      |      |      |       |      |      |

## Население
| 2002 | 2010 | 2012 | 2013 | 2014 | 2015 | 2016 |
| ---- | ---- | ---- | ---- | ---- | ---- | ---- |
| 843  | ↘679 | ↘656 | ↘640 | ↗644 | ↗647 | ↘643 |
| 2017 | 2018 | 2019 | 2020 | 2021 |      |      |
| ↗648 | ↘635 | ↗641 | ↘627 | ↘581 |      |      |

## Инфраструктура
Личное подсобное хозяйство. Дом культуры. Сельская администрация. В селе 497 домов.

## Транспорт
Плёхово находится в 13,5 км от автодороги регионального значения 38К-004 (Дьяконово — Суджа — граница с Украиной, в 5,5 км от автодороги 38К-028 (Обоянь — Суджа), на автодороге межмуниципального значения 38Н-515 (38К-028 — Махновка — Плёхово — Уланок), в 6,5 км от автодороги 38Н-029 (Борки — Спальное), в 9 км от ближайшего ж/д остановочного пункта Конопельки (линия Льгов I — Подкосылев). Остановка общественного транспорта.
В 102 км от аэропорта имени В. Г. Шухова (недалеко от Белгорода).